# Europe by Satellite
European Broadcasting Service (EBS) (prima conosciuto come Europe by Satellite)  è il servizio d'informazione satellitare della Commissione europea. Lanciato nel 1995, offre ai canali radiotelevisivi una copertura fotografica e audiovisiva della quotidianità politica europea, nelle 23 lingue ufficiali dell'Unione. I contenuti inter-istituzionali provenienti dalla Commissione europea, dal Parlamento europeo, dal Consiglio europeo, dalla Banca centrale e da altre istituzioni, sono riutilizzabili ed editabili, in quanto liberi da copyright (vedi le condizioni d'uso sul sito ).

La programmazione comprende eventi live, stock shots e documentari su temi europei, realizzati dalle stesse istituzioni europee o dalle varie direzioni generali, o direttamente da broadcaster. Il palinsesto è deciso da un Comitato Editoriale che propone quotidianamente un quadro generale delle attività interistituzionali. Esso prevede la copertura di conferenze stampa, cerimonie e comunicati ufficiali, sessioni parlamentari.
Entrambi i canali (EBS e EBS+) sono disponibili via satellite o in internet . I contenuti EBS sono disponibili in streaming e on demand fino a sette giorni successivi alla programmazione ufficiale. Video e audio possono essere scaricati direttamente dal portale audiovisivo (previa registrazione dell'utente) in MPEG2 e MP3 rispettivamente.
La maggior parte dei contenuti viene archiviata nell'"Archivio Audiovisivo" (Audiovisual Service Archive) della Commissione Europea dove si può ripercorrere, attraverso suoni e immagini ufficiali, la storia d'Europa. Ad oggi l'Archivio Audiovisivo contiene più di 11 500 file audio, 40 000 video e 32 000 foto al servizio dei 93 000 utenti registrati.